# Brune italienne
La brune italienne est une race bovine italienne.

## Origine
Elle appartient au rameau brun et provient de l'introduction de vaches suisses, autrichiennes et bavaroises dans le nord de l'Italie à partir du XVIe siècle. Race à triple vocation (viande, lait et traction), elle devient mixte dans les années d'après guerre et le livre généalogique est ouvert en 1956 sous le nom de brune alpine. (bruna alpina) Dans les années 1960, de l'importation massive de semence brown swiss venue de Suisse, Autriche et États-Unis oriente radicalement la production vers le lait, conduisant à renommer la race en brune.

## Morphologie
Elle porte une robe brune allant du fauve-gris au châtain. Le mâle porte une robe plus nuancée avec le garrot châtain foncé. Les muqueuses sont noires, mais le mufle est auréolé de blanc. 
C'est une race de grande taille mais fine, avec des vaches mesurant 135 cm pour 550 kg et des taureaux 145 cm pour 825 kg.

## Aptitudes
Elle est classée laitière. Elle donne 5 400 kg de lait, riche en matière sèche et particulièrement apte à la transformation en fromage. Elle a perdu sa mixité dans les années 1970, mais a conservé son aptitude au plein air.